# جوني شيمورا
جوني شيمورا (باليابانية: 新村 純平) (13 أكتوبر 1988 في أوساكا في اليابان – )؛ هو لاعب كرة قدم ياباني سابق كان يلعب كلاعب وسط.

## وصلات خارجية
- جوني شيمورا على موقع رابطة كرة القدم اليابانية للمحترفين (اليابانية)
- جوني شيمورا على موقع Soccerway.com (الإنجليزية)